# Pericampylus
Pericampylus es un género con 12 especies de plantas de flores perteneciente a la familia Menispermaceae. Nativo  del este y sudeste de Asia hasta las  Molucas.

## Especies seleccionadas
| - Pericampylus aduncus - Pericampylus assamicus - Pericampylus formosanus - Pericampylus glaucus - Pericampylus heterophyllus - Pericampylus incanus | - Pericampylus lanuginosus - Pericampylus macrophyllus - Pericampylus membranaceus - Pericampylus omeiensis - Pericampylus prainianus - Pericampylus trinervatus |